# Membranoptera
Genre
Membranoptera est un genre d’algues rouges de la famille des Delesseriaceae.

## Liste d'espèces
Selon BioLib (10 décembre 2022) :
- Membranoptera alata (Hudson) Stackhouse
- Membranoptera multiramosa N.L.Gardner
- Membranoptera platyphylla (Setchell & N.L.Gardner) Kylin
- Membranoptera serrata (Postels & Ruprecht) A.D.Zinova
- Membranoptera setchellii N.L.Gardner
- Membranoptera spinulosa (Ruprecht) Kuntze
- Membranoptera tenuis Kylin
- Membranoptera weeksiae Setchell & N.L.Gardner

Selon World Register of Marine Species (10 décembre 2022) :
- Membranoptera alata (Hudson) Stackhouse, 1809
- Membranoptera carpophylla (Kützing) Athanasiadis, 2016
- Membranoptera fabriciana (Lyngbye) M.J.Wynne & G.W.Saunders, 2012
- Membranoptera harveyana (J.Agardh) Kuntze, 1891
- Membranoptera murrayi Børgesen, 1933
- Membranoptera platyphylla (Setchell & N.L.Gardner) Kylin, 1924
- Membranoptera robbeniensis Tokida, 1932
- Membranoptera serrata (Postels & Ruprecht) A.D.Zinova, 1965
- Membranoptera setchellii N.L.Gardner, 1926
- Membranoptera spinulosa (Ruprecht) Kuntze, 1891
- Membranoptera tenuis Kylin, 1924
- Membranoptera weeksiae Setchell & N.L.Gardner, 1926